# Chiesa del Gesù (Frascati)
La chiesa del Gesù è un luogo di culto cattolico situato nella cittadina di Frascati, in provincia di Roma, nella sede suburbicaria di Frascati.

## Storia
Nel luogo dell'attuale chiesa, sorse nel 1520 una chiesina dedicata alla Beata Vergine Maria, eretta per volere della feudataria Lucrezia Della Rovere; poco dopo annessa alla chiesina monsignor Alessandro Rufini fece erigere una cappellina dedicata alla Maddalena. Le due chiese vengono affidate rispettivamente alla Congregazione della Beata Vergine Maria e al capitolo di chiesa di Santa Maria in Vivario.
Nel 1554 la Congregazione dei nobili cittadina inizia la costruzione nel sito della chiesa attuale, adiacente alle altre due chiese, di un oratorio dei Nobili, incompiuto per mancanza di fondi.
Il 1º marzo 1560 i PP. gesuiti, nella persona di padre Organtino Gnero, prendono possesso della chiesa della Beata Vergine, della cappella della Maddalena e dei complessi adiacenti, iniziando la loro presenza in città. Nel 1595 i gesuiti e la Congregazione dei nobili decidono di ricostruire un'unica chiesa nel sito dell'attuale, e al 1597 viene completato l'edificio, intitolato alla beata Maria Annunziata. Le misure di questa chiesa sono nettamente inferiori a quelle dell'attuale: 17 metri di lunghezza e 9 di larghezza. Il progetto venne realizzato dall'architetto Padre Giovanni de Rosis.
Il 30 novembre 1694 i gesuiti decidono di ampliare la chiesa, con gli ingenti fondi (8000 scudi) avuti in lascito dalla principessa di Rossano Olimpia Aldobrandini, a condizione che vi si costruisse una chiesa. Perciò viene chiamato l'architetto Carlo Fontana, perché realizzi un progetto. Sennonché, essendo troppo costoso il progetto di questi, la scelta cade sull'architetto padre Gregorio Castrichini, il cui progetto viene terminato entro il 1700. La consacrazione della chiesa avvenne il 14 febbraio 1773 dal cardinale vescovo Enrico Stuart duca di York.

## Architettura

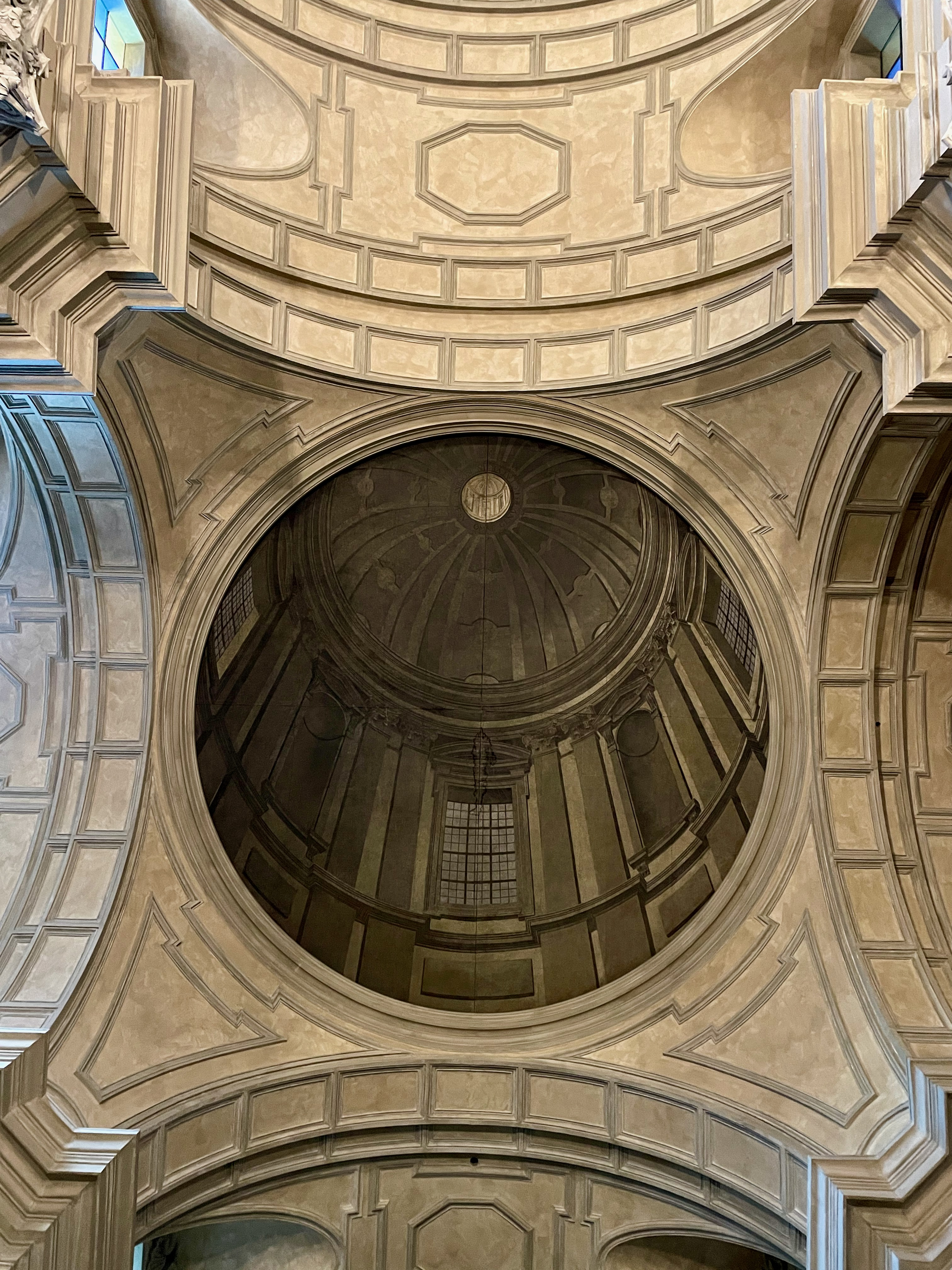
La finta cupola dipinta da padre Andrea Pozzo.

### Esterno
La facciata è ispirata a quella della chiesa del Gesù in Roma, e presenta due nicchie ai lati del portale con due sculture raffiguranti san Francesco Borgia e sant'Ignazio di Loyola.

### Interno
La pianta della chiesa è a croce latina, con quattro cappelle laterali, una dedicata alla Maddalena, un'altra a san Francesco Saverio e a san Vincenzo Pallotti, un'altra a san Sebastiano e sant'Agnese, e una quarta alla Madonna Refugium peccatorum. Alcune misure: lunghezza totale 35,20 metri; larghezza massima esterna 18,15 metri; altezza al tetto 21,10 metri.
Notevole è la finta cupola dipinta al centro del transetto, probabilmente da Padre Andrea Pozzo, l'autore anche dell'altra cupola dipinta nella chiesa di Sant'Ignazio da Loyola a Roma. Anche altre opere presenti nella chiesa (Fuga in Egitto, Gesù tra i dottori) sono di Andrea Pozzo.
Nel 2022 è stata realizzato un intervento di restauro conservativo di parte degli affreschi da parte della Riva Impresa Restauri Italia con ritrovamenti interessanti che sono stati riportati in luce.